# Eupithecia regulosa
Eupithecia regulosa är en fjärilsart som beskrevs av W. Warren 1902. Eupithecia regulosa ingår i släktet Eupithecia och familjen mätare. Inga underarter finns listade i Catalogue of Life.